# رافائل کوبوس
رافائل کوبوس (اسپانیایی: Rafael Cobos‎؛ زادهٔ ۱۹۷۳) فیلم‌نامه‌نویس و نویسنده اهل اسپانیا است. وی تاکنون دو مرتبه برندهٔ جایزه گویا شده‌است.
از فیلم‌هایی که وی در آن‌ها نقش داشته‌است، می‌توان به تورو و لجن‌زار اشاره نمود.